# Villa Bayon
Villa Bayon si trova in via Beato Ippolito Galantini 10 a Firenze. La casa è situata sulla collina di San Gaggio, alle pendici del sistema collinare che delimita a sud il tessuto urbano di Firenze ed in prossimità dell'asse di collegamento della via Senese. Inserita all'interno del Villaggio di San Francesco (o Villaggio dei Ciechi - una lottizzazione delineata negli anni Cinquanta e costituita in prevalenza da residenze mono o bifamiliari destinate alla borghesia cittadina), la villa è circondata da un giardino alberato completamente recintato a cui si accede da via Galantini.

## Storia
La casa fu commissionata a Leonardo Savioli nel 1963 dalla famiglia Bayon come propria residenza: la scelta di affidare la progettazione all'architetto fiorentino fu per la verità casuale, giacché il committente, che avrebbe desiderato una casa dal carattere inconfondibilmente toscano, scelse il progettista non perché ne conoscesse le opere né la poetica ma semplicemente in quanto autore del piano urbanistico del Villaggio di San Francesco. Le scelte di Savioli, impostate a partire dal 1964 e dettate dal desiderio di dare all'utente la massima libertà nella formazione della casa sia al momento della costruzione che nei tempi successivi, riuscirono tuttavia ad imporsi cosicché a partire dal 1966 la costruzione fu avviata secondo i desideri del progettista. La famiglia Bayon vi si trasferì nel 1967 ma vi abitò soltanto pochi anni, affittandola successivamente a due inquilini.

## Descrizione
Benché situato in un'area di notevole valore paesaggistico, l'edificio si definisce come un episodio architettonico di assoluta autonomia in cui le ragioni del combinarsi delle forme sembrano prescindere dai tradizionali valori dell'orientamento, della panoramicità e della cultura architettonica locale per privilegiare invece quelli della libera composizione dei volumi, che assumono in questo caso la connotazione di elementi plastici liberamente associati nello spazio per i quali le gerarchie di interdipendenza provengono più da motivazioni interne che non esterne.
La casa presenta una pianta ed una volumetria fortemente articolate, si sviluppa su due piani - ciascuno con autonoma unità abitativa - ed è caratterizzata dal trattamento di ciascuno degli ambienti in maniera del tutto autonoma.
L'impianto planimetrico risulta dalla combinazione dinamica di matrici geometriche (quadrate, rettangolari e circolari) organizzate secondo assi ortogonali e diagonali, alle quali corrispondono in alzato cellule autonome in cui le superfici murarie risultano dalla combinazione di piani rettilinei e curvilinei.
Nell'insieme questa architettura è caratterizzata da un sistema principale, il grande tetto-terrazza in cemento armato a faccia vista concepito come struttura autonoma poggiante su pilastri, e dalle unità spaziali sottostanti, combinate tra sé in un dinamico gioco di sporgenze e rientranze, pieni e vuoti, zone di luce e zone d'ombra.
Tale sottosistema è a sua volta impostato sull'elemento generatore del volume emergente del corpo cilindrico delle scale, a cui conduce un percorso pedonale ruotato di 45° rispetto al fronte, ed è connotato da alcune presenze plastiche di forte richiamo, quali il volume cilindrico e cupolato del camino e la grande terrazza circolare ad esso addossata.
L'articolazione spaziale è inoltre arricchita dal calibrato gioco dei balconi, caratterizzati dalla combinazione di piani in cemento ed elementi in alluminio, e delle cornici di porte e finestre, articolate ciascuna in maniera autonoma mediante la differenziazione delle dimensioni, la sporgenza della cornice-tettoia o del davanzale, il disegno degli infissi in legno. Tutte le aperture si inseriscono in tale contesto rispondendo al medesimo gioco di dinamismo spaziale, sempre tuttavia nel rispetto dello spazio interno da illuminare e dell'atmosfera che in ogni ambiente si vuole creare.
Relativamente alla disposizione dei vani al piano terra, caratterizzato da una superficie molto più ampia del sovrastante, la zona giorno (soggiorno, sala, salone) si configura come un unico spazio aperto e flessibile, articolato da un attento studio di dislivelli, mentre le camere si connotano, secondo una logica già sperimentata nella villa Taddei a Fiesole, come spazi in cui le pareti assumono il ruolo determinante di setti di chiusura e d'isolamento. Nel piano superiore, nel quale i vani si riducono a 3, permane la differenziazione del trattamento spaziale tra la zona giorno e la zona notte e le superfici dei balconi assumono una grande rilevanza.

## Fortuna critica
L'edificio godette, sin dalla fase del progetto, di una notevole attenzione da parte della critica che ne sottolineò i caratteri salienti: Fanelli (1975) ne evidenzia la ricerca di una spazialità originale, costituita dalla compresenza di organismi diversi inseriti liberamente all'interno di una struttura generale indipendente, Santini (1976) l'anomalia, ed al contempo il valore, del percorso progettuale che arriva a rovesciare l'usuale successione delle fasi costruttive.
Secondo Brunetti (1982) il progettista in questo edificio che suggerisce il lecorbuseriano padiglione dell'Esprit Nouveau, enfatizza la differenza delle due strutture, il tetto e le cellule sottostanti, tramite una chiara diversità di linguaggio, contrapponendo al brutalismo della copertura il nitido purismo della cellula residenziale.